# Pachygnatha quadrimaculata
Pachygnatha quadrimaculata là một loài nhện trong họ Tetragnathidae.
Loài này thuộc chi Pachygnatha. Pachygnatha quadrimaculata được miêu tả năm 1906 bởi Bösenberg & Strand.